# Magnitude photographique
Pour les articles homonymes, voir Magnitude.
Avant l'apparition des photomètres qui mesurent précisément la luminosité des objets astronomiques, la magnitude apparente d'un objet était obtenue en prenant une photo de celui-ci avec un appareil photographique. Ces images, faites sur des pellicules photographiques ou des plaques orthochromatiques, étaient plus sensibles à l'extrémité bleue du spectre visuel que l'œil humain ou les photomètres modernes. En conséquence, les étoiles bleutées ont une magnitude photographique plus basse (donc plus brillante) que leur magnitude visuelle moderne, parce qu'elles apparaissent plus brillantes sur la photographie qu'avec les photomètres modernes. À l'inverse, les étoiles rouges ont une magnitude photographique plus élevée (donc moins brillante) que leur magnitude visuelle (mv), parce qu'elles apparaissent plus faibles sur la photographie. Par exemple, l'étoile supergéante rouge KW Sagittarii a une magnitude photographique comprise entre 11,0 et 13,2 mais une magnitude visuelle comprise entre 8,5 et 11. Il est aussi habituel que les listes d'étoiles donnent une magnitude bleue (B) pour des étoiles telles que S Doradus et WZ Sagittae.
Le symbole de la magnitude apparente photographique est mpg et celui de la magnitude absolue photographique est Mpg. 
La magnitude photographique est maintenant considérée comme obsolète. La différence mpg - mv appelé indice de couleur est désormais remplacée par la différence B - V.